# Campionati africani allievi di atletica leggera 2013
I campionati africani allievi di atletica leggera 2013 sono stati la prima edizione dei campionati africani riservati alla categoria allievi. Si sono tenuti a Warri, in Nigeria, dal 28 al 31 marzo.

## Risultati

### Uomini
| Specialità | Oro                                                       | Prestazione | Argento                                                                               | Prestazione | Bronzo                                                                                           | Prestazione |
| Corse piane |                                                           |             |                                                                                       |             |                                                                                                  |             |
| 100 m | Divine Oduduru                                            | 10"62       | Atibeha Amanuel Abebe                                                                 | 10"86       | Yusuf Ismaila Adedeji                                                                            | 10"97       |
| 200 m | Divine Oduduru                                            | 21"56       | Beker Haji Turie                                                                      | 21"90       | Yusuf Ismaila Adedeji                                                                            | 22"03       |
| 400 m | Tijani Keita                                              | 47"39       | Gabiso Gebre Galcha                                                                   | 47"75       | Nathaniel Samson Oghenewegba                                                                     | 47"89       |
| 800 m | Robert Biwott                                             | 1'47"01     | Abraham Tsegay Tesfamariam                                                            | 1'47"89     | Patrick Kiprotich                                                                                | 1'49"82     |
| 1500 m | Robert Biwott                                             | 3'41"96     | Akalat Yenew Tebikew                                                                  | 3'43"84     | Abraham Tsegay Tesfamariam                                                                       | 3'44"29     |
| 3000 m | Awet Nftalem Kibrab                                       | 8'17"28     | Melly Edwin                                                                           | 8'17"85     | Letim Meshack                                                                                    | 8'18"19     |
| Corse a ostacoli |                                                           |             |                                                                                       |             |                                                                                                  |             |
| 110 m hs | Atuma Ifeanyichukwu Andrew                                | 14"00       | Abdullahi Bashiru                                                                     | 14"12       | Machava Creve                                                                                    | 14"31       |
| 400 m hs | non conosciuta (bandiera)                                 |             | non conosciuta (bandiera)                                                             |             | non conosciuta (bandiera)                                                                        |             |
| 2000 m siepi | Melly Edwin                                               | 5'42"18     | Hailu Meresa Kahsay                                                                   | 5'42"20     | Hailemariyam Amare                                                                               | 5'45"50     |
| Marcia |                                                           |             |                                                                                       |             |                                                                                                  |             |
| Marcia 10 km | Siysay Gonfa Bonsa                                        | 52'25"34    | Teshome Getamesay Nigusse                                                             | 52'41"56    | Khalouki Yassine                                                                                 | 54'36"02    |
| Staffetta |                                                           |             |                                                                                       |             |                                                                                                  |             |
| Staffetta mista | Gambia Camara Ebrima Joof Alieu Alagie Sonko Tijani Keita | 1'53"35     | Etiopia Atibeha Amanuel Abebe Beker Haji Turie Lama Gemechu Alemu Gabiso Gebre Galcha | 1'54"31     | Nigeria Yusuf Ismaila Adedeji Divine Oduduru Omotoye Oluwasakin Oluwab Nathaniel Samson Oghenewe | 1'54"58     |
| Salti |                                                           |             |                                                                                       |             |                                                                                                  |             |
| Salto in alto | Gndgnra Gemechu Tamiru                                    | 2,00 m      | Gemechu Yatana Lamita                                                                 | 1,95 m      | Ejovi Uruemu Theophilus                                                                          | 1,95 m      |
| Salto con l'asta | non conosciuta (bandiera)                                 |             | non conosciuta (bandiera)                                                             |             | non conosciuta (bandiera)                                                                        |             |
| Salto in lungo | Edafiadhe Oreva-oghene Joseph                             | 6,91 m      | Mekonen Mesfin Abebe                                                                  | 6,85 m      | Ejumeta David Oke                                                                                | 6,85 m      |
| Salto triplo | Edoki Fabian Ime                                          | 15,18 m     | Watmon Felix                                                                          | 15,05 m     | Ejovi Uruemu Theophilus                                                                          | 14,70 m     |
| Lanci |                                                           |             |                                                                                       |             |                                                                                                  |             |
| Getto del peso | Mohamed Magdi Hamza Mohame                                | 20,17 m     | Ahmed Sherif Adel Salem Elghoba                                                       | 19,57 m     | Wilhelm Jacobus Rademeyer                                                                        | 16,96 m     |
| Lancio del disco | Ahmed Sherif Adel Salem Elghoba                           | 60,46 m     | Mohamed Magdi Hamza Mohame                                                            | 56,96 m     | Wilhelm Jacobus Rademeyer                                                                        | 42,77 m     |
| Lancio del martello | non conosciuta (bandiera)                                 |             | non conosciuta (bandiera)                                                             |             | non conosciuta (bandiera)                                                                        |             |
| Lancio del giavellotto | Abola Ubang Ubang                                         | 64,67 m     | Talaat Fahmi Fahmi Youssef                                                            | 58,62 m     | Udeh Valentine                                                                                   | 58,07 m     |
| Prove multiple |                                                           |             |                                                                                       |             |                                                                                                  |             |
| Octathlon | Moustafa Mohamed Ramadan                                  | 5360 p.     | Aladesuyi Adetola Samuel                                                              | 4820 p.     | Stevenson Louis Joe                                                                              | 4566 p.     |
| record mondiale; record mondiale stagionale; record africano; record dei campionati; record nazionale; record personale; record personale stagionale. |                                                           |             |                                                                                       |             |                                                                                                  |             |

### Donne
| Specialità | Oro                                                                                      | Prestazione | Argento                                                                            | Prestazione | Bronzo                                                             | Prestazione |
| Corse piane |                                                                                          |             |                                                                                    |             |                                                                    |             |
| 100 m | Adewale Adewunmi Deborah                                                                 | 11"87       | Cecilia Francis                                                                    | 11"98       | Pesse Prenam                                                       | 12"25       |
| 200 m | Adewale Adewunmi Deborah                                                                 | 24"13       | Amusan Oluwatobiloba Ayom                                                          | 24"45       | Yuma Tegest Tamangnu                                               | 24"76       |
| 400 m | Odiong Edidiong Ofonime                                                                  | 54"46       | Junaid Abimbola                                                                    | 54"81       | Galefele Moroko                                                    | 55"52       |
| 800 m | Aliyi Zeyituna Mohammed                                                                  | 2'05"05     | Olti Durets Edau                                                                   | 2'06"04     | Asamu Oluwatobiloba Esthe                                          | 2'06"59     |
| 1500 m | Olti Durets Edau                                                                         | 4'27"61     | Cherono Eva                                                                        | 4'28"47     | Getachew Yemegn Wedhen                                             | 4'29"96     |
| 3000 m | Chepwogen Mercy                                                                          | 9'17"52     | Jepkemei Daisy                                                                     | 9'17"69     | Mihret Tefera Adhena                                               | 9'19"41     |
| Corse a ostacoli |                                                                                          |             |                                                                                    |             |                                                                    |             |
| 100 m hs | Lina Omar Gaber                                                                          | 14"04       | Oshinbanjo Rebecca Temida                                                          | 14"73       | Ademosu Aderonke Adedolap                                          | 14"75       |
| 400 m hs | Nathaniel Glory Onome                                                                    | 1'02"04     | Kadiri Sarah Aderonke                                                              | 1'02"92     | Elghali Nezha                                                      | 1'04"99     |
| 2000 m siepi | Jepkemei Daisy                                                                           | 6'24"52     | Rutto Stella                                                                       | 6'30"64     | Abera Yeabsira Bitew                                               | 6'42"18     |
| Marcia |                                                                                          |             |                                                                                    |             |                                                                    |             |
| Marcia 5 km | Demoze Tege Gebretsadeke                                                                 | 29'31"01    | Abate Habtamniesh Wale                                                             | 29'48"00    | Malagu Sarah Loveth                                                | 30'20"88    |
| Staffetta |                                                                                          |             |                                                                                    |             |                                                                    |             |
| Staffetta mista | Nigeria Cecilia Francis Adewale Adewunmi Deborah Odiong Edidiong Ofonime Junaid Abimbola | 2'09"36     | Etiopia Suraj Neima Sefa Yuma Tegest Tamangnu Regasa Chaltu Shume Nagaho Kore Tola | 2'13"55     | Zimbabwe Vanhuvanoe Yvonne Thomas Yvonne Kanda Rutendo Ruva Mzinde | 2'22"33     |
| Salti |                                                                                          |             |                                                                                    |             |                                                                    |             |
| Salto in alto | Siba Rhizlane                                                                            | 1,80 m      | Anslem Chinenye Juliet                                                             | 1,65 m      | Ubang Ariat Diboow                                                 | 1,65 m      |
| Salto con l'asta | non conosciuta (bandiera)                                                                |             | non conosciuta (bandiera)                                                          |             | non conosciuta (bandiera)                                          |             |
| Salto in lungo | Esraa Mohamed Samir Owis                                                                 | 5,63 m      | Abire Mercy                                                                        | 5,63 m      | Amusan Oluwatobiloba Ayom                                          | 5,52 m      |
| Salto triplo | Ugeh Kasie Veronica                                                                      | 12,56 m     | Boro Pascaline                                                                     | 11,90 m     | Esraa Mohamed Samir Owis                                           | 11,79 m     |
| Lanci |                                                                                          |             |                                                                                    |             |                                                                    |             |
| Getto del peso | Aniefuna Judith Anulika                                                                  | 14,46 m     | Amira Khaled Mahmoud Saye                                                          | 13,61 m     | Djossou Rechelle                                                   | 12,93 m     |
| Lancio del disco | Amira Khaled Mahmoud                                                                     | 42,40 m     | Fatma Khaled Abdou                                                                 | 36,66 m     | Koukou Carine                                                      | 21,32 m     |
| Lancio del martello | Esraa Mohamed Mostafa Moh                                                                | 61,52 m     | Aya Tarek Sayed Hassan                                                             | 56,01 m     | Arlanda Esther Melissa                                             | 47,70 m     |
| Lancio del giavellotto | Ugeh Kasie Veronica                                                                      | 44,33 m     | Birinesh Bire Dubale                                                               | 40,35 m     | Aya Mohamed Tawfik Elsaee                                          | 36,31 m     |
| Prove multiple |                                                                                          |             |                                                                                    |             |                                                                    |             |
| Eptathlon | Riham Hamdy Kamal                                                                        | 4604 p.     | Oshinbanjo Rebecca Temida                                                          | 4463 p.     | Elmoutaraji Salma                                                  | 4028 p.     |
| record mondiale; record mondiale stagionale; record africano; record dei campionati; record nazionale; record personale; record personale stagionale. |                                                                                          |             |                                                                                    |             |                                                                    |             |

## Medagliere
| Posizione | Paese        | Oro | Argento | Bronzo | Totale |
| --------- | ------------ | --- | ------- | ------ | ------ |
| 1         | Nigeria      | 13  | 10      | 12     | 35     |
| 2         | Egitto       | 8   | 6       | 2      | 16     |
| 3         | Etiopia      | 6   | 13      | 6      | 25     |
| 4         | Kenya        | 5   | 4       | 2      | 11     |
| 5         | Gambia       | 2   | 0       | 0      | 2      |
| 6         | Eritrea      | 1   | 1       | 1      | 3      |
| 7         | Marocco      | 1   | 0       | 3      | 4      |
| 8         | Uganda       | 0   | 1       | 0      | 1      |
| 8         | Burkina Faso | 0   | 1       | 0      | 1      |
| 10        | Namibia      | 0   | 0       | 2      | 2      |
| 10        | Mauritius    | 0   | 0       | 2      | 2      |
| 10        | Benin        | 0   | 0       | 2      | 2      |
| 13        | Zimbabwe     | 0   | 0       | 1      | 1      |
| 13        | Togo         | 0   | 0       | 1      | 1      |
| 13        | Mozambico    | 0   | 0       | 1      | 1      |
| 13        | Botswana     | 0   | 0       | 1      | 1      |
| Totale    | Totale       | 36  | 36      | 36     | 108    |